# فرودگاه ابیت‌آباد
فرودگاه ابیت‌آباد (به انگلیسی: Abbottabad Airport) یک فرودگاه همگانی با کد یاتا AAW است . این فرودگاه در شهر ایبت‌آباد کشور پاکستان قرار دارد .